# Microibidion
Microibidion is een kevergeslacht uit de familie van de boktorren (Cerambycidae). De wetenschappelijke naam van het geslacht werd voor het eerst geldig gepubliceerd in 1962 door Martins.

## Soorten
Microibidion omvat de volgende soorten:
- Microibidion exculptum Martins, 1962
- Microibidion exiguum Martins, 1962
- Microibidion fluminense (Martins, 1962)
- Microibidion mimicum Martins, 1971
- Microibidion muticum (Martins, 1962)
- Microibidion rubicundulum (Gounelle, 1913)